# Ефимов, Валентин Александрович
Валентин Александрович Ефимов (22 марта 1933, Галич — 27 марта 2007) — советский, российский лингвист, филолог, востоковед, автор трудов по иранскому языкознанию.

## Биография
Окончил Институт восточных языков (1957), доктор филологических наук (1986), заведующий Отделом иранских языков Института языкознания РАН.

## Научная деятельность
С 1959 по 1963 год работал в Афганистане, где занимался исследовательской деятельностью. В этот период собрал уникальные полевые материалы по малоизученному иранскому языку хазара, относящемуся к западной группе иранских языков.
С 1976 года занимал последовательно должности: учёного секретаря, заместителя председателя, председателя диссертационного совета.
Его перу принадлежат описания иранских языков Афганистана: хазара, ормури, парачи.

## Избранные труды
- Ефимов В. А. Язык афганских хазара: Якаулангский диалект. — М.: «Наука», 1965. — 96 с.
- Ефимов В. А. Язык ормури в синхронном и историческом освещении. — М.: «Наука», ГРВЛ, 1986. — 347 с.